# Chlaenius laticollis
Chlaenius laticollis är en skalbaggsart som beskrevs av Thomas Say. Chlaenius laticollis ingår i släktet Chlaenius och familjen jordlöpare. Inga underarter finns listade i Catalogue of Life.